# Villafranca del Campo
Villafranca del Campo és un municipi d'Aragó situat a la província de Terol i enquadrat a la comarca de Jiloca.